# تپه خلجرود
تپه خلجرود مربوط به پیش از دوره اشکانیان است و در شهرستان کنگاور، روستای خلجرود واقع شده و این اثر در تاریخ ۱۰ دی ۱۳۸۱ با شمارهٔ ثبت ۷۰۰۳ به‌عنوان یکی از آثار ملی ایران به ثبت رسیده است.